# Filips I van Nassau-Weilburg
Filips I van Nassau-Weilburg (1368 – Wiesbaden, 2 juli 1429), Duits: Philipp I. Graf von Nassau-Weilburg (officiële titel: Graf zu Nassau und Saarbrücken), was graaf van Nassau-Weilburg, een deel van het graafschap Nassau. Hij erfde in 1381 het graafschap Saarbrücken. Hij stamt uit de Walramse Linie van het Huis Nassau.

Dapperheid en oorlogszuchtige moed, de erfenis van zijn voorouders, kenmerkte zijn hele leven en verwikkelde hem in vele geschillen en oorlogen. De ligging van zijn graafschap Saarbrücken nabij Lotharingen bood daarvoor veelvuldig gelegenheid.

## Biografie
Filips was de tweede zoon van graaf Johan I van Nassau-Weilburg en Johanna van Saarbrücken, dochter van graaf Johan II van Saarbrücken en Gillette van Bar-Pierrefort. Hij werd vermoedelijk geboren in Weilburg.
In 1371 volgde Filips zijn vader op als graaf van Nassau-Weilburg. Omdat hij nog minderjarig was, nam zijn moeder regering waar, tot zij in oktober 1381 overleed. Vanaf dat moment nam Frederik van Blankenheim, de bisschop van Straatsburg, de voogdij over Filips waar.
Door het overlijden van zijn moeder in oktober 1381 erfde Filips het graafschap Saarbrücken met Commercy en Morley (beide in Lotharingen), die aldus verenigd werden met het graafschap Nassau-Weilburg. Sindsdien voerde hij de titels graaf van Nassau en Saarbrücken en de wapens van beide graafschappen. Op 19 juni 1383 werd hij door Diederik V Bayer van Boppard, de bisschop van Metz, formeel met het graafschap Saarbrücken beleend, en in 1384 door koning Karel VI van Frankrijk met de heerlijkheid Commercy. In 1385 werd hij meerderjarig verklaard en koos hij Saarbrücken als zijn residentie.
Direct in de eerste jaren van zijn regering werd hij betrokken bij de geschillen die over het bisdom Metz waren ontstaan. Daar was in 1384 door tegenpaus Clemens VII – met steun van de clerus – Peter van Luxemburg-Ligny tot bisschop benoemd. Rooms-koning Wenceslaus, aanhanger van paus Urbanus VI, gaf de voorkeur aan de kandidaat Tilmann Vuss van Bettemberg. Diens verwant graaf Gerhard van Blankenheim en Chastelberg had zich voor dit doel met hertog Willem II van Gulik en heer Gerhard van Bolchen verbonden, en ook Filips aan zijn verbond weten te verbinden. De bondgenoten belegerden Metz in 1386 om deze stad te dwingen hun beschermeling te erkennen en hem daar als bisschop aan te stellen, maar konden hun plannen niet doorzetten en zagen zich genoodzaakt om onverrichter zake terug te trekken. Bij deze oorlog werd de omgeving van de stad zwaar getroffen, maar na de aftocht van de belegeraars vergolden de inwoners van Metz dit door het gebied rond Bolchen en Diedenhofen met vuur en zwaard te verwoesten.
In hetzelfde jaar (22 februari 1386) nam Filips deel aan het verbond, dat paltsgraaf Ruprecht I, hertog Jan I van Lotharingen, graaf Eberhard van Zweibrücken, graaf Johan I van Bitsch en de graven van Spanheim, Leiningen, Veldenz en heer Johan van Kirkel, gesloten hadden ter bescherming van de handelsroutes van Oppenheim naar Metz en van Limbach an der Blies naar Schengen aan de Moezel, die in die onrustige tijden, waarin het roofridderschap weer stoutmoedig de kop opstak, zeer onzeker geworden waren.
De grotere bezittingen van Filips gaven zijn stem een groter betekenis en gaven hemzelf een grotere stimulans tot deelname aan de algemene rijkszaken. In de Stedenoorlog van 1387 tot 1389 nam hij deel aan de zijde van de Zuid-Duitse vorsten, onder leiding van de hertogen van Opper-Beieren en Neder-Beieren, tegen de Zwabische Stedenbond. Voor zijn deelname aan de Slag bij Döffingen ontving hij in 1388 de ridderslag. Het vorstenverbond was gesloten tegen het verbond van rijkssteden, die zich ter instandhouding van hun rechten en vrijheden tegen de vorsten en de adel verenigd hadden. Filips nam in 1388 deel aan de Slag bij Weil, een rijksstad nabij Tübingen, waar de steden werden verslagen, en als gevolg van het verlies hier, en later bij Worms, tot vrede werden gedwongen.
Na deze veldtochten was Filips geruime tijd bezig met verschillende lands- en regeringsaangelegenheden. Ter beveiliging van zijn land en bevolking bouwde hij in 1390 de Burcht Philippstein tegen de graven van Solms, en verwoestte hij in 1396 de Burcht Elkerhausen. In 1392 vaardigde hij verschillende verordeningen uit tot regeling van koop en verkoop van onroerende goederen, bevestigde en breidde hij de privileges van de Abdij Wadgassen uit, en hij sloot een verbond met Raoul van Coucy, de bisschop van Metz, hertog Karel II van Lotharingen, hertog Robert I van Bar en de stad Metz, betreffende het gemeenschappelijke toezicht en algemene veiligheid van het land en tegen de struikroverij.
In 1393 verkreeg Filips door ruil met graaf Eberhard van Zweibrücken de helft van de burcht en de stad Ottweiler, die door Agnes, dochter van graaf Johan I van Saarbrücken en echtgenote van graaf Simon II van Zweibrücken, bijna een eeuw in bezit van dit huis was, waarbij hij zelf Slot Altdorf afstond. Door het overlijden van Hendrik II van Sponheim-Bolanden, de grootvader van zijn eerste vrouw Anna van Hohenlohe-Weikersheim, eveneens in 1393, verkreeg Filips de heerlijkheden Kirchheim, Bolanden, Stauf, Dannenfels, Frankenstein, de helft van negen dorpen bij Worms en een deel van de ambten Jugenheim (in de Palts) en Wöllstein. Rooms-koning Wenceslaus beleende Filips direct, inclusief alle rechten en privileges die de graven van Sponheim gehad hadden. Op 9 juni van dat jaar beleende Werner III van Falkenstein, de aartsbisschop en keurvorst van Trier, Filips met zijn Trierse lenen.
In 1396 maakte zijn neef Johan II van Nassau-Wiesbaden-Idstein meermaals gebruik van zijn diensten om in het bezit te komen van het aartsbisdom Mainz, wat hem uiteindelijk ook is gelukt.
Op 18 januari 1398 verleende koning Wenceslaus Filips het recht om in het graafschap Saarbrücken munten te slaan. Dit was een economische consolidatie van zijn heerschappij, die hij door de invoering van het landrecht ook juridisch bespoedigde. Vier dagen later gaf Wenceslaus hem de positie van Obmann und Hauptmann voor de landvrede aan de Rijn en in de Wetterau, en de opdracht de kort daarvoor in Frankfurt afgekondigde landvrede te handhaven, maar Filips gaf het ondankbare en dure ambt na twee jaar weer op. Wenceslaus, die bijzonder vertrouwen in Filips gesteld schijnt te hebben, gaf hem op 11 juni 1398 de bevoegdheid tot bijlegging van de geschillen, die zich geruime tijd tussen hem en de stad Metz met betrekking tot zijn hertogdom Luxemburg voordeden, en waardoor hij de rijksban over burgerschap had uitgesproken. Deze opdracht voerde Filips uit doordat hij de eenheid tussen beide herstelde, en de stad in naam van de rooms-koning vergeving garandeerde.
Filips steunde de politiek van zijn neef aartsbisschop Johan II van Mainz, zo nam hij in 1400 deel aan de bijeenkomst in Lahnstein, waarbij Wenceslaus afgezet werd, en verbleef – zolang de vriendschap tussen Johan en de nieuw gekozen koning Ruprecht duurde –, regelmatig in de omgeving van deze koning, die hem daarvoor veel gunsten bewees. Ruprecht beleende Filips in 1401 met zijn rijkslenen. In diens opdracht, toen Ruprecht de vriendschap zocht van Isabella van Beieren, de vrouw van de waanzinnige koning Karel VI van Frankrijk, knoopte Filips in 1401 onderhandelingen met haar aan. Aan het Franse hof was hij sinds 1399 lid van de koninklijk raad, tegen een pensioen van 1000 Tournoois. Maar zijn verhouding met Ruprecht vertroebelde door de bottere houding waarvan Johan vond dat het goed was om aan te nemen. Daarom nam Filips niet deel aan de krijgstocht in Italië. In 1403 liet hij zich door Johan aanwijzen om met markgraaf Bernhard I van Baden naar Frederik III van Saarwerden, de aartsbisschop en keurvorst van Keulen, te reizen om een nieuwe samenzwering tegen Ruprecht te beramen.
De lokale politiek van Filips betrof, zoals destijds gebruikelijk was, meestal geschillen en vetes met buren, verpandingen, verwervingen en dergelijke. De belangrijkste strijd voerde hij tegen de Rijksstad Metz in de zogenaamde Vierherenoorlog (1405-1408). Nadat hij reeds herhaaldelijk vetes met deze stad gehad had, meestal wegens tolgeschillen, verbonden zich in 1405 drie vorsten met hem, graaf Johan III van Salm, de heer van Bolchen en aartsbisschop Frederik III van Keulen (vandaar Vierherenoorlog), aan wiens zijde zich al snel een vijfde voegde, hertog Lodewijk I van Orléans; aan de kant van de stad stonden hertog Karel II van Lotharingen en bisschop Raoul van Metz, die hoewel ze overwinnaars waren, de tegenstanders een billijke vrede toestonden.
Samen met zijn achterneef Adolf II van Nassau-Wiesbaden-Idstein erfde Filips in 1404 van Anna van Nassau-Hadamar, de weduwe van zijn oom Rupert van Nassau-Sonnenberg, de heerlijkheid Sonnenberg. Hij wist zijn bezit verder uit te breiden door het verkrijgen van:
- ¼ van Löhnberg in 1404,[16]
- Neuweilnau in 1405,
- Altelkerhausen in pand in 1421,
- de heerlijkheid Bingenheim met Reichelsheim[17] in 1423,
- ¼ van Kasteel Hasselbach in 1427,
- en verder delen van Homburg (in de Palts), Cleeberg,[18] en Mensfelden.

Na de dood van koning Ruprecht werkte Filips in de zin van Johan II van Mainz, eerst voor de verkiezing van markgraaf Jobst van Moravië, die hij voor het aannemen van de kroon wist over te halen, en na diens dood tijdelijk voor de verkiezing van Wenceslaus, en daarna van Sigismund, die zich net als Jobst dankbaar voor deze handelingen bewees: Sigismund benoemde Filips voor een jaarlijks bedrag van 1000 gulden in 1413 tot Rat und Hauptmann van de ridderschap in Luxemburg om dit hertogdom, welk bezit in gevaar was, voor zijn huis te behouden. Vanaf dit moment brak Filips met de politiek van Johan en sloot zich bij de koning aan. Aan de kroning van Sigismund op 18 november 1414 in Aken, nam Filips als gast deel.
Op het Concilie van Konstanz stond hij niet, zoals Johan, achter paus Johannes XXIII, maar steunde Sigismund, bijvoorbeeld bij de vervolging van hertog Frederik IV van Oostenrijk. Hij woonde ook de twaalfde zitting van het concilie bij, waarin de afzetting van de paus werd uitgesproken. Deze trouw beloonde Sigismund in 1415 met de verlening van de landvoogdij in de Wetterau, die hij echter twee jaar later weer terugnam, om het aan de intussen met hem verzoende Johan over te dragen. Deze onverdiende krenking en het feit dat de betaling van de voor zijn diensten als keizerlijk raadsheer toegezegde gelden slechts onregelmatig of helemaal niet plaatsvond, vervreemdde Filips langzaamaan van de koning. Sinds ongeveer 1422 nam hij geen deel meer aan de rijksaangelegenheden en gaf hij stilzwijgend zijn ambt op.
Na een actief leven en een lange regering overleed Filips op 2 juli 1429 – naar het schijnt tijdens een reis – te Wiesbaden, waar hij een hof bezat, en werd in Klooster Klarenthal bij Wiesbaden begraven. Hij werd opgevolgd door zijn zoons Filips II en Johan II. Zijn grafmonument werd in 1632 of 1650 uit de tot ruïne vervallen kloosterkerk overgebracht naar de Mauritiuskerk in Wiesbaden. Die kerk werd in 1850 door brand verwoest, zijn grafmonument ging daarbij verloren.

## Huwelijken en kinderen

### Eerste huwelijk
Filips huwde in 1385 met Anna van Hohenlohe-Weikersheim († Kirchheim, 11 oktober 1410), dochter van graaf Kraft IV van Hohenlohe-Weikersheim en Elisabeth van Sponheim. Anna werd begraven in Kirchheim.
Uit dit huwelijk werden de volgende kinderen geboren:
1. Filips (1388 – 19 april 1416, begraven in Weilburg).
2. Johannetta († Römhild, 1 februari 1481, begraven in Römhild), huwde op 22 juni 1422 met graaf George I van Henneberg-Aschach (1396 – 25 juli 1465).

### Tweede huwelijk

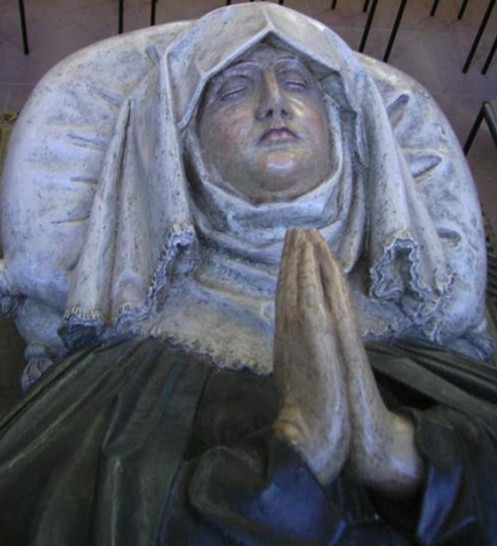
Isabella van Lotharingen, detail van haar graftombe

Filips hertrouwde te Vézelise op 8 mei 1412 met Isabella van Lotharingen (ca. 1397 – Saarbrücken, 17 januari 1456), dochter van Frederik van Lotharingen, heer van Rumigny, Boves en Aubenton, graaf van Vaudémont en Margaretha van Joinville. Isabella trad na het overlijden van haar echtgenoot op als regentes voor haar zoons.
Uit het huwelijk van Filips en Isabella werden de volgende kinderen geboren:
1. Filips II (12 maart 1418 – Mainz, 19 maart 1492), volgde zijn vader op als graaf van Nassau-Weilburg.
2. Johan II (Kirchheimbolanden, 4 april 1423 – Vaihingen, 25 juli 1472), volgde zijn vader op als graaf van Nassau-Saarbrücken.
3. Margaretha (26 april 1426 – 5 mei 1490), huwde in 1441 met heer Gerhard van Rodemachern.

### Buitenechtelijke kinderen
Daarnaast had Filips drie buitenechtelijke kinderen:
1. Filips van Nassau, in 1426 vermeld als burchtman te Saarbrücken.
2. Grete van Nassau († vóór 1437), huwde voor 1425 met Peter von Rittenhofen.
3. Heintzchen van Nassau, vermeld 1404/14 te Saarbrücken, huwde met Margaretha (vermeld in 1404).

## Voorouders
| Voorouders van Filips I van Nassau-Weilburg | Voorouders van Filips I van Nassau-Weilburg                                           | Voorouders van Filips I van Nassau-Weilburg                                          | Voorouders van Filips I van Nassau-Weilburg                                      | Voorouders van Filips I van Nassau-Weilburg                                      | Voorouders van Filips I van Nassau-Weilburg                                              | Voorouders van Filips I van Nassau-Weilburg                                              | Voorouders van Filips I van Nassau-Weilburg                                              | Voorouders van Filips I van Nassau-Weilburg                                              |
| ------------------------------------------- | ------------------------------------------------------------------------------------- | ------------------------------------------------------------------------------------ | -------------------------------------------------------------------------------- | -------------------------------------------------------------------------------- | ---------------------------------------------------------------------------------------- | ---------------------------------------------------------------------------------------- | ---------------------------------------------------------------------------------------- | ---------------------------------------------------------------------------------------- |
| Betovergrootouders                          | Walram II van Nassau (ca. 1220–1276) ⚭ vóór 1250 Adelheid van Katzenelnbogen (?–1288) | Gerlach I van Isenburg-Limburg (?–1289) ⚭ Imagina van Blieskastel (?–vóór 1298)      | Hendrik I van Hessen (1244–1308) ⚭ 1263 Adelheid van Brunswijk-Lüneburg (?–1274) | Lodewijk II van Beieren (1229–1294) ⚭ 1273 Mechtild van Habsburg (ca. 1253–1304) | Johan I van Saarbrücken (?–1341) ⚭ vóór 1309 Mathilde van Aspremont (?–1329)             | Lodewijk I van Savoye-Vaud (ca. 1254–1302/03) ⚭ 1278 Johanna van Montfort (1255/60–1300) | Thibaut II van Bar (ca. 1221–1291) ⚭ Johanna van Toucy (1232/40–1317)                    | Hugo van Vienne (?–na 1316) ⚭ ca. 1288 Gillette van Longwy (?–vóór 1304)                 |
| Overgrootouders                             | Adolf van Nassau (ca. 1255–1298) ⚭ ca. 1271 Imagina van Isenburg-Limburg (?–na 1317)  | Adolf van Nassau (ca. 1255–1298) ⚭ ca. 1271 Imagina van Isenburg-Limburg (?–na 1317) | Hendrik ‘de Jongere’ van Hessen (?–1298) ⚭ 1290 Agnes van Beieren (?–1345)       | Hendrik ‘de Jongere’ van Hessen (?–1298) ⚭ 1290 Agnes van Beieren (?–1345)       | Simon van Saarbrücken (?–1325) ⚭ 1309 Margaretha van Savoye-Vaud (?–1313 of 1323)        | Simon van Saarbrücken (?–1325) ⚭ 1309 Margaretha van Savoye-Vaud (?–1313 of 1323)        | Peter van Bar-Pierrefort (?–1348/49) ⚭ vóór 1315 Johanna van Vienne (?–vóór 1326)        | Peter van Bar-Pierrefort (?–1348/49) ⚭ vóór 1315 Johanna van Vienne (?–vóór 1326)        |
| Grootouders                                 | Gerlach I van Nassau (vóór 1288–1361) ⚭ 1307 Agnes van Hessen (?–1332)                | Gerlach I van Nassau (vóór 1288–1361) ⚭ 1307 Agnes van Hessen (?–1332)               | Gerlach I van Nassau (vóór 1288–1361) ⚭ 1307 Agnes van Hessen (?–1332)           | Gerlach I van Nassau (vóór 1288–1361) ⚭ 1307 Agnes van Hessen (?–1332)           | Johan II van Saarbrücken (?–1380/81) ⚭ vóór 1334 Gillette van Bar-Pierrefort (?–1356/62) | Johan II van Saarbrücken (?–1380/81) ⚭ vóór 1334 Gillette van Bar-Pierrefort (?–1356/62) | Johan II van Saarbrücken (?–1380/81) ⚭ vóór 1334 Gillette van Bar-Pierrefort (?–1356/62) | Johan II van Saarbrücken (?–1380/81) ⚭ vóór 1334 Gillette van Bar-Pierrefort (?–1356/62) |
| Ouders                                      | Johan I van Nassau-Weilburg (1309–1371) ⚭ 1353 Johanna van Saarbrücken (?–1381)       | Johan I van Nassau-Weilburg (1309–1371) ⚭ 1353 Johanna van Saarbrücken (?–1381)      | Johan I van Nassau-Weilburg (1309–1371) ⚭ 1353 Johanna van Saarbrücken (?–1381)  | Johan I van Nassau-Weilburg (1309–1371) ⚭ 1353 Johanna van Saarbrücken (?–1381)  | Johan I van Nassau-Weilburg (1309–1371) ⚭ 1353 Johanna van Saarbrücken (?–1381)          | Johan I van Nassau-Weilburg (1309–1371) ⚭ 1353 Johanna van Saarbrücken (?–1381)          | Johan I van Nassau-Weilburg (1309–1371) ⚭ 1353 Johanna van Saarbrücken (?–1381)          | Johan I van Nassau-Weilburg (1309–1371) ⚭ 1353 Johanna van Saarbrücken (?–1381)          |